# Qualifications du tournoi masculin de handball aux Jeux olympiques d'été de 1976
Pour un article plus général, voir Handball aux Jeux olympiques d'été de 1976.
Les qualifications pour le tournoi masculin de handball aux Jeux olympiques d'été de 1976 se tiennent entre mars 1974 et mars 1976.
Si les meilleures nations parviennent à se qualifier, l'Allemagne de l'Est, finaliste du Championnat du monde 1974, est éliminée à la différence de buts par l'Allemagne de l'Ouest (seulement 9e au Mondial), tandis que la Suède, battue par la Tchécoslovaquie, rate sa première compétition internationale depuis le début du handball.

## Équipes nationales qualifiées
| Nation               | Compétition                            | Qualification    |
| -------------------- | -------------------------------------- | ---------------- |
| Canada               | -                                      | Pays hôte        |
| Roumanie             | Championnat du monde 1974              | Vainqueur        |
| Yougoslavie          | Tournois de qualification européens    | 1er du groupe A  |
| Tchécoslovaquie      | Tournois de qualification européens    | 1er du groupe B  |
| Hongrie              | Tournois de qualification européens    | 1er du groupe C  |
| Union soviétique     | Tournois de qualification européens    | 1er du groupe D  |
| Allemagne de l'Ouest | Tournois de qualification européens    | 1er du groupe E  |
| Pologne              | Tournois de qualification européens    | 1er du groupe F  |
| Danemark             | Tournois de qualification européens    | 1er du groupe G  |
| Japon                | Tournoi de qualification asiatique     | Vainqueur        |
| États-Unis           | Tournoi de qualification américain     | Seul participant |
| Tunisie              | Championnat d'Afrique des nations 1976 | Vainqueur        |

## Qualifications directes
Seules deux équipes sont directement qualifiée pour les Jeux olympiques de 1976 :
- le pays-hôte :  Canada ;
- le champion du monde 1974 :  Roumanie.

Toutes les autres nations doivent passer par les qualifications continentales.

## Qualifications continentales

### Tournoi de qualification asiatique
Le tournoi de qualification asiatique a été remporté par le  Japon :
- en mars, il a terminé premier la poule d'Asie du Sud-Est, remportant nettement ses quatre matchs face à la Corée du Sud et la République de Chine (Taïwan). À noter que la République populaire de Chine n'était alors pas reconnue par le Comité international olympique (voir Chine aux Jeux olympiques et Taipei chinois)
- le Koweït a déclaré forfait, vraisemblablement pour raisons économiques.
- la place qualificative est finalement disputée en avril 1976 à Tel-Aviv entre Israël et le Japon. Ce dernier remporte les deux matchs (17-15 et 18-15) et obtient ainsi sa qualification.

### Tournoi de qualification américain
Du fait de la qualification du Canada en tant que pays-hôte, seules deux équipes sont inscrites au tournoi de qualification américain : l'Argentine et les États-Unis. Le tirage au sort a conduit au match aller en Argentine le 3 janvier 1976 et le match retour aux États-Unis le 10 janvier 1976. 
Peut-être en lien avec un litige l'opposant à la France à la suite de la Coupe Latine, l'Argentine est finalement forfait et les  États-Unis sont finalement qualifiés sans jouer.

### Championnat d'Afrique des nations
La deuxième édition du Championnat d'Afrique des nations, disputé en Algérie du 10 au 18 avril 1976, est remporte par la  Tunisie qui obtient ainsi sa qualification.

### Tournois de qualification européens
Les 22 équipes européennes non qualifiées sont réparties dans six poules de trois équipes et une poule de quatre équipes (où les Îles Féroé seront finalement forfait).
Les vainqueurs sont qualifiés pour les Jeux olympiques de 1976, les deuxièmes pour le Championnat du monde B 1977 (pl) et les troisièmes pour le Championnat du monde C 1976 (pl).
Les résultats de ces tournois de qualification européens, sont :

#### Groupe I
- à Ljubljana,  Yougoslavie bat  Luxembourg 54-13 (27-5)
- à Reykjavik,  Islande bat  Luxembourg 29-10 (11-4)
- à Reykjavik,  Yougoslavie bat  Islande 24-18 (12-8)
- à Luxembourg,  Yougoslavie bat  Luxembourg 27-11 (15-5)
- à Roeser,  Islande bat  Luxembourg 18-12 (7-7)
- à Novo mesto,  Yougoslavie bat  Islande 23-22 (11-13)

|   | Équipe      | Pts | J | G | N | P | Bp  | Bc  | Diff |
| - | ----------- | --- | - | - | - | - | --- | --- | ---- |
| 1 | Yougoslavie | 8   | 4 | 4 | 0 | 0 | 128 | 64  | 64   |
| 2 | Islande     | 4   | 4 | 2 | 0 | 2 | 87  | 69  | 18   |
| 3 | Luxembourg  | 0   | 4 | 0 | 0 | 4 | 46  | 128 | -82  |

#### Groupe II
- à Prague,  Tchécoslovaquie bat  Italie 29-10 (11-4)
- à Naples,  Suède bat  Italie 26-14 (13-7)
- à Malmö,  Suède bat  Tchécoslovaquie 14-12 (8-5)
- à Naples,  Tchécoslovaquie bat  Italie 27-7 (9-4)
- à Täby,  Suède bat  Italie 33-7 (13-1)
- à Trnava,  Tchécoslovaquie bat  Suède 20-16 (9-9)

|   | Équipe          | Pts | J | G | N | P | Bp | Bc  | Diff | Dép |
| - | --------------- | --- | - | - | - | - | -- | --- | ---- | --- |
| 1 | Tchécoslovaquie | 6   | 4 | 3 | 0 | 1 | 82 | 47  | 35   | +2  |
| 2 | Suède           | 6   | 4 | 3 | 0 | 1 | 91 | 53  | 38   | -2  |
| 3 | Italie          | 0   | 4 | 0 | 0 | 4 | 38 | 111 | -73  | /   |

#### Groupe III
- à Budapest,  Hongrie bat  Suisse 24-15 (11-7)
- à Aarau,  Suisse bat  Bulgarie 17-14 (9-6)
- à Sofia,  Hongrie bat  Bulgarie 19-13 (10-7)
- à Zurich,  Hongrie bat  Suisse 16-15 (10-8)
- à Sofia,  Bulgarie bat  Suisse 16-12 (6-8)
- à Miskobie,  Hongrie bat  Bulgarie 23-14 (12-5)

|   | Équipe     | Pts     | J       | G       | N       | P       | Bp      | Bc      | Diff    | Dép     |
| - | ---------- | ------- | ------- | ------- | ------- | ------- | ------- | ------- | ------- | ------- |
| 1 | Hongrie    | 8       | 4       | 4       | 0       | 0       | 82      | 57      | 25      | /       |
| 2 | Bulgarie   | 2       | 4       | 1       | 0       | 3       | 57      | 71      | -14     | +1      |
| 3 | Suisse     | 2       | 4       | 1       | 0       | 3       | 59      | 70      | -11     | -1      |
| - | Îles Féroé | forfait | forfait | forfait | forfait | forfait | forfait | forfait | forfait | forfait |

#### Groupe IV
- à Zaporojié,  Union soviétique bat  Autriche 36-13 (16-5)
- à Graz,  France bat  Autriche 23-22 (10-8)[7]
- à Nantes,  Union soviétique bat  France 31-16 (15-4)[7]
- à Linz,  Union soviétique bat  Autriche 21-12 (9-5)
- à St-Étienne,  France bat  Autriche 16-14 (7-5)[8]
- à Kiev,  Union soviétique bat  France 31-13 (14-4)

|   | Équipe           | Pts | J | G | N | P | Bp  | Bc | Diff |
| - | ---------------- | --- | - | - | - | - | --- | -- | ---- |
| 1 | Union soviétique | 8   | 4 | 4 | 0 | 0 | 119 | 54 | 65   |
| 2 | France           | 4   | 4 | 2 | 0 | 2 | 68  | 98 | -30  |
| 3 | Autriche         | 0   | 4 | 0 | 0 | 4 | 61  | 96 | -35  |

#### Groupe V
- à Berlin-Est,  Allemagne de l'Est bat  Belgique 27-11 (10-5)
- à Eupen,  Allemagne de l'Ouest bat  Belgique 21-10 (11-2)
- à Munich,  Allemagne de l'Ouest bat  Allemagne de l'Est 17-14 (9-6)
- à Lebbeke,  Allemagne de l'Est bat  Belgique 35-18 (15-7)
- à Eppelheim,  Allemagne de l'Ouest bat  Belgique 34-6 (16-3)
- à Karl-Marx-Stadt,  Allemagne de l'Est bat  Allemagne de l'Ouest 11-8 (7-4)

|   | Équipe               | Pts | J | G | N | P | Bp | Bc  | Diff | Dép |
| - | -------------------- | --- | - | - | - | - | -- | --- | ---- | --- |
| 1 | Allemagne de l'Ouest | 6   | 4 | 3 | 0 | 1 | 80 | 41  | 39   | *   |
| 2 | Allemagne de l'Est   | 6   | 4 | 3 | 0 | 1 | 87 | 54  | 33   | *   |
| 3 | Belgique             | 0   | 4 | 0 | 0 | 4 | 45 | 117 | -72  | /   |

* L'Allemagne de l'Ouest et l'Allemagne de l'Est n'ayant pu se départager à l'issue du match retour à Karl-Marx-Stadt (une victoire chacun pour score total de 25-25), c'est à la différence de buts globale que l'Allemagne de l'Ouest termine finalement première de la poule.

#### Groupe VI
- à Mielec,  Pologne bat  Grande-Bretagne 42-5(23-0)
- à Perth,  Norvège bat  Grande-Bretagne 55-5 (30-1)
- à Skien,  Pologne bat  Norvège 25-19 (11-12)
- à Londres,  Pologne bat  Grande-Bretagne 50-11 (27-7)
- à Holmestrand,  Norvège bat  Grande-Bretagne 41-7 (20-3)
- à Poznań,  Pologne bat  Norvège 25-17 (13-9)

|   | Équipe          | Pts | J | G | N | P | Bp  | Bc  | Diff |
| - | --------------- | --- | - | - | - | - | --- | --- | ---- |
| 1 | Pologne         | 8   | 4 | 4 | 0 | 0 | 142 | 52  | 90   |
| 2 | Norvège         | 4   | 4 | 2 | 0 | 2 | 132 | 62  | 70   |
| 3 | Grande-Bretagne | 0   | 4 | 0 | 0 | 4 | 28  | 188 | -160 |

#### Groupe VII
- à Thisted,  Danemark bat  Pays-Bas 24-14 (11-6)
- à Voorburg,  Espagne bat  Pays-Bas 15-12 (8-6)
- à Vigo,  Espagne et  Danemark 15-15 (7-8)
- à Heerlen,  Pays-Bas et  Danemark 17-17 (6-9)
- à Valladolid,  Espagne bat  Pays-Bas 24-16 (10-7)
- à Aarhus,  Danemark bat  Espagne 23-16 (15-9)

|   | Équipe   | Pts | J | G | N | P | Bp | Bc | Diff |
| - | -------- | --- | - | - | - | - | -- | -- | ---- |
| 1 | Danemark | 6   | 4 | 2 | 2 | 0 | 79 | 62 | 17   |
| 2 | Espagne  | 5   | 4 | 2 | 1 | 1 | 70 | 64 | 6    |
| 3 | Pays-Bas | 1   | 4 | 0 | 1 | 3 | 59 | 80 | -21  |